# Beheta
Beheta (ukr. Бегета) – wieś na Ukrainie na terenie rejonu włodzimierskiego w obwodzie wołyńskim, liczy 273 mieszkańców.